# Pau (kommunhuvudort i Spanien, Katalonien, Província de Girona, lat 42,32, long 3,12)
Pau är en kommunhuvudort i Spanien.   Den ligger i provinsen Província de Girona och regionen Katalonien, i den östra delen av landet, 600 km öster om huvudstaden Madrid. Pau ligger 38 meter över havet och antalet invånare är 446.
Terrängen runt Pau är kuperad åt nordost, men åt sydväst är den platt.  Närmaste större samhälle är Figueres, 13,8 km väster om Pau. Trakten runt Pau består till största delen av jordbruksmark.